# Richie Ramone
Pour les articles homonymes, voir Ramone (homonymie).
Richard Reinhardt (alias Richie Beau, Richie Ramone), né le 11 août 1957, est un batteur américain connu pour avoir joué dans le groupe The Ramones. Avant les Ramones, il était le batteur de Velveteen et de The Shirts. Lorsqu'il rejoint les Ramones en 1983, il participe aux albums Too Tough to Die (1984), Animal Boy (1986) et Halfway to Sanity (1987).
En 2009, il joue dans le film australien d'Anna Brownfield, The Band.